# Woldemar Bargiel
Woldemar Bargiel est un compositeur et pédagogue prussien, né à Berlin le 3 octobre 1828 et mort dans la même ville le 23 février 1897.

## Biographie
Son père, Adolph, était un professeur de piano et de chant réputé, et sa mère Mariane avait épousé en premières noces le père de Clara Schumann, Friedrich Wieck. Durant toute leur vie, Woldemar et Clara conservèrent d'excellentes relations ; c'est Clara qui fournit à Woldemar les premières occasions de se faire connaître. Elle le présenta notamment à Robert Schumann et à Felix Mendelssohn.
Après que ses parents lui ont appris le violon, le piano et l’orgue, il travaille le contrepoint avec Siegfried Dehn avant de fréquenter le conservatoire de Leipzig – de 1846 à 1850 – où il étudie le piano avec Ignaz Moscheles, la composition avec Julius Rietz et Niels Wilhelm Gade ainsi que la théorie avec Moritz Hauptmann.
En 1850, il quitte Leipzig pour Berlin, où il survit en donnant des cours particuliers et devient bientôt un professeur et un compositeur reconnu. Avec le soutien de Clara et Robert Schumann, c'est là qu'il fait publier ses premières œuvres, notamment un trio pour piano.
Invité par Ferdinand Hiller à enseigner la théorie musicale au conservatoire de Cologne à partir de 1859, il est choisi comme maître de chapelle et directeur de l’institut de la Maatschappij tot Bevordering van Toonkunst (Société pour le développement de l’art musical) de Rotterdam, fonctions qu’il assume de 1865 à 1874. Appelé par son ami Joachim en 1874 au poste de professeur de composition de la Hoschule für Musik de Berlin — où il a entre autres Paul Juon, Alexandre Ilinski et Leopold Godowsky pour élèves —, Bargiel devient aussi membre de l’Akademie der Künste, positions qu’il conserve jusqu’à son décès.
Outre l'enseignement et la composition, il dirigea avec Brahms l'édition des œuvres complètes de Schumann et de Chopin .

## Œuvres
L’œuvre de Bargiel, fervent défenseur de Robert Schumann, se distingue par « un excellent traitement – souvent très artistique – de thèmes assez communs, et sa musique de chambre, quoique très agréable, est malheureusement négligée. » .

### Musique de chambre
- Trio avec piano no 1 en fa majeur op. 6
- Sonate pour violon & piano en fa mineur op. 10
- Octuor en ut mineur op. 15a
- Quatuor à cordes no 3 en la mineur op. 15b
- Suite pour violon & piano op. 17
- Trio avec piano no 2 en mi bémol majeur op. 20
- Trio avec piano no 3 en si bémol op. 37
- Quatuor à cordes no 4 en ré mineur op. 47

### Musique pour piano
- Nachtstück op. 2
- 3 Nocturnes op. 3
- 6 bagatelles op. 4
- Fantaisie en si mineur op. 5
- Suite pour piano à quatre mains op. 7
- 3 Charakterstücke op. 8
- 3 Phantasiestücke op. 9
- Fantaisie en ré majeur op. 12
- Scherzo en ut mineur op. 13
- Phantasiestück en sol mineur op. 15
- Fantaisie en ut mineur op. 19
- Suite op. 21
- Sonate pour piano à quatre mains op. 23
- Phantasiestück en si mineur op. 27
- Suite en sol mineur op. 31
- 8 Pianofortestücke op. 32
- Sonate en ut majeur op. 34
- Étude & Toccata op. 45

### Musique orchestrale
- Ouverture de Prométhée op. 16
- Ouverture pour une scène funèbre op. 18
- Ouverture de Médée op. 22
- Psaume XIII « Herr, wie lange willst du meiner so gar vergessen », pour chœur & orchestre, op. 25
- Psaume XXIII « Der Herr ist mein Hirt », pour chœur & orchestre, op. 26
- Symphonie en ut majeur op. 30
- Adagio en sol majeur pour violoncelle & orchestre op. 38
- Frühlingslieder op. 39 (pour chœur & piano)
- Psaume LXI « Höre Gott, mein Geschrei », pour chœur, baryton & orchestre, op. 43
- Intermezzo, op. 46

## Discographie
- Trios op. 20 & 37, par le Trio Parnassus (MDG 303 0805-2)
- Trio op. 6; Adagio op. 38; Sonate op. 10, par le Trio Parnassus (MDG 303 0806-2)
- Octuor à cordes op. 15 a, par Divertimenti (Hyperion CDA 66356)
- Suite op. 31; Fantaisies op. 5 et op. 12; Charakterstücke op. 8, par Daniel Blumenthal, piano (Marco Polo)